# ماليتا
ماليتا هي جزيرة، في جزر سليمان، تقع في محافظة مالايتا، بلغ عدد سكانها 140,000  نسمة، عاصمتها أوكي، تبلغ مساحتها 4,307 كيلومتر مربع.